# Idealtype
Idealtype er et begreb, der anvendes til at beskrive karakteristika og elementer ved et givet fænomen. Det forventes ikke, at en idealtype fuldstændigt kan kortlægge ethvert tilfælde af en given sag, formålet er snarere at understrege visse elementer, der er fællestræk ved de fleste tilfælde af fænomenet.

## Oprindelse
Begrebet idealtype stammer fra Max Weber og anvendes inden for samfundsvidenskaberne til at forstå fænomener. Idealtyper bruges som et værktøj til at systematisere og klassificere handlinger inden for forskellige hovedgrupper. Max Weber anvendte selv begrebet til at beskrive elementer i kapitalismen, i bureaukratiet, ved protestantisme og meget andet.
Max Weber anfører, at et værdiengagement er uundgåeligt, for ellers genereres og opnås ingen meningsfuld viden. Endvidere er det nødvendigt, for ellers ville værdien og placeringen af en forsker ikke være klar og i forgrunden og godkendt som sådan – ikke kun til fordel for læsere af forskningsresultater, men også til fordel for forskeren selv. Således lægger Weber vægt på "ensidighed" (Einseitigkeit). Det bekræfter den subjektive karakter af videnskabelig viden, men kræver også, at forskeren selvbevidst er subjektiv.

## Bureaukratiet som eksempel
Max Weber analyserede sig frem til, at organisationer har to indbyggede dilemmaer: Det ene er, hvilken grad af styring organisationen er præget af, det andet er, hvilken grad af støtte, ledelsen giver den enkelte medarbejder. Idealtypisk er der således fire positioner:
| Grad af støtte | Grad af styring |
| -------------- | --------------- |
| høj            | lav             |
| lav            | høj             |

Kombinationen høj styring/lav støtte er betegnende for den autoritære organisation.
Kombination høj styring/høj støtte er betegnede for den guidende organisation.
Kombinationen lav styring/ høj støtte er betegnede for den støttende organisation.
Kombinationen lav/styring/lav støtte er betegende for den delegerende organisation.
Alle idealtyper kan imidlertid udarte i negativ retning, således at den første type fx kan udvikle sig til det "dybforsne bureaukrati" og den fjerde type til "virksomheden uden ledelse".
Idealtype beskriver altså ikke noget perfekt eller noget tilstræbelsesværdigt, men afdækker et forenklet billede af observeret menneskelig adfærd. For sociologiske analyser, der beskæftiger sig med kategorisering af målgrupper muliggør idealtypen en klassifikation af store mængder empirisk materiale.  Da de angivne positioner kun er orienteringsretninger må de ikke fortolkes som fastlagte eller uforanderlige strata.

## Idealtype og habitus
Pierre Bourdieu har, med inspiration fra bl.a. Weber, udviklet et omfattende begrebsapparat, hvor bl.a. begrebet habitus indgår. Habitus er skemata for menneskelig inddeling og kategorisering verden. Habitus skabes på baggrund af erfaring og er tæt forbundet med kapitalformer, som fx kulturel kapital og økonomisk kapital. Med Bourdieus habitus begreb gøres det muligt at se hvordan grupper af individer anskuer og opdeler verdenen. Der er dog ikke tale om klassetænkning i marxistisk forstand, idet klasserne ikke eksisterer udover på papiret.  Der er således visse ligheder mellem Pierre Bourdieus habitusbegreb og Webers idealtype, idet begge begreber afdækker og klassificerer observeret menneskelig adfærd. Bourdieu anerkender, at mennesket inddeler verden i kategorier, men advarer samtidig imod, at forstå verden ud fra "prækonstruerede skematiske fremstillinger af fælles kulturelle forestillinger". 

## To danske eksempler
Sociologen Henrik Dahl har i sine livsstilsanalyser anvendt fire idealtyper. Han inddeler dem i fire segmenter. Disse benyttes af AC Nielsen i analyser af livsstilsforskelle.
Endvidere har sociologen Steen Marqvard Rasmussen udformet idealtyper på baggrund af data fra spørgeskemaer. Eksempelvis har han ved at kombinere faktor- og clusteranalyser formuleret fem typer at menighedsrådsmedlemmer, som i populariseret form blev præsenteret i Kristeligt Dagblad op til menighedsrådsvalget i 2012. Han har også vist, hvordan den østrigsk-amerikanske sociolog Peter L. Bergers idealtyper om religiøsitetens tre grundformer i det moderne samfund kan genfindes i den kirkelige debat i Danmark.

## Perspektiver
At skabe idealtyper er altså en måde at undgå dels at beskæftige sig med en meget overordnet, abstrakt idé, dels at undgå udelukkende at kunne beskæftige sig med et enkelt, historisk eksempel. Ved at skabe idealtyper mente Max Weber, at man blev i stand til at systematisere og anvende viden fra et større område. For at forstå observerede handlinger skaber alle mennesker idealtyper, fx om personer ("Hun gør altid sådan noget") eller om nationaliteter ("Det er typisk tysk"). Menneskelige handlinger er komplekse, og for at kunne forstå individers og gruppers adfærd mente Max Weber, at det var nødvendigt at forsimple den fundne adfærd for derefter at kunne forstå den.